# Contrôle de vitesse par balises

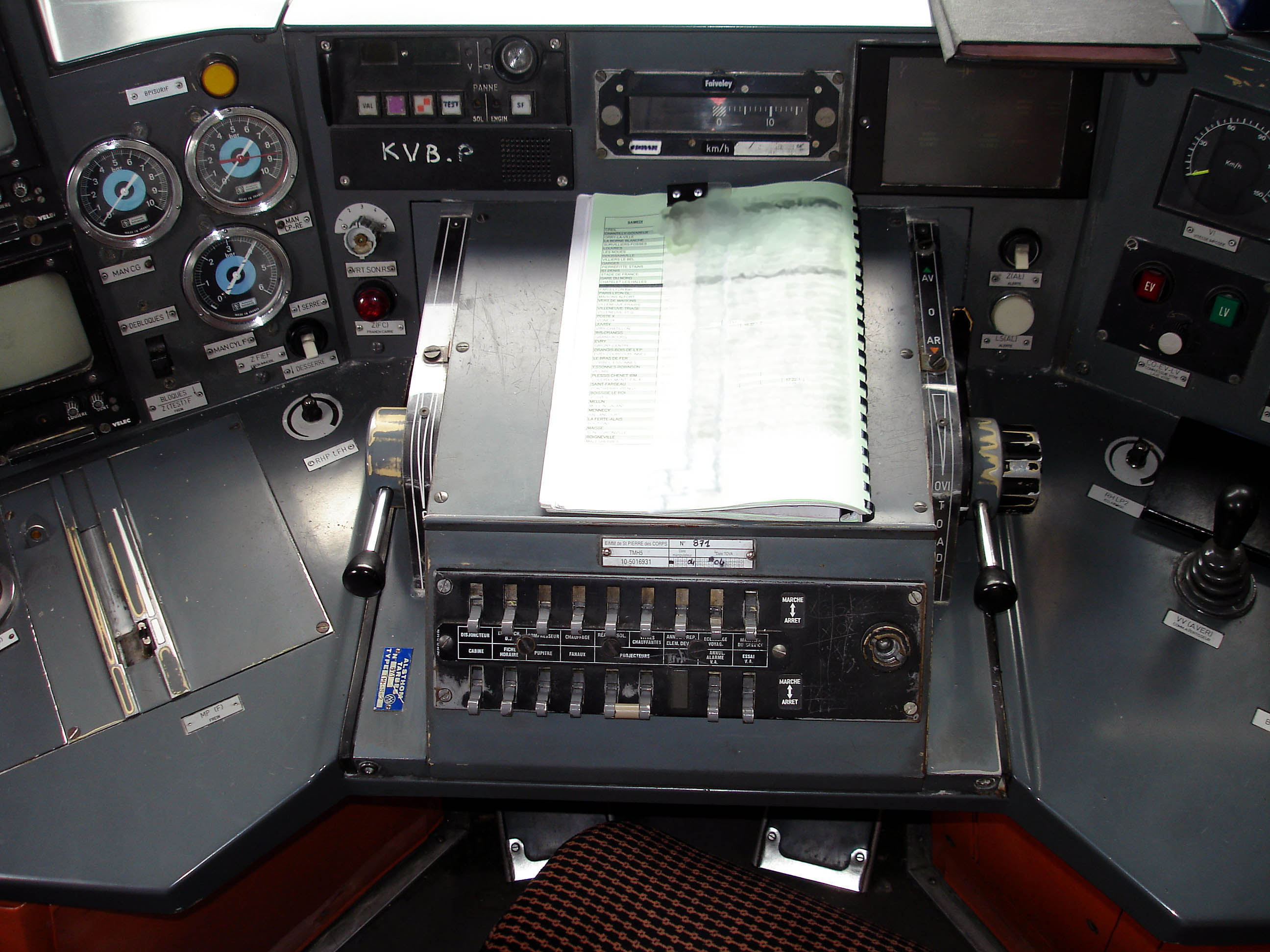
KVB-Steuergerät (Mitte links) in einem Triebwagen der Baureihe Z 20500

Contrôle de vitesse par balises (Abkürzung KVB, um Verwechslungen von contrôle und commande zu vermeiden) ist ein Zugbeeinflussungssystem im Netz von SNCF Réseau in Frankreich. Auch im Londoner Bahnhof St Pancras wurde KVB installiert, da die dort endende Hochgeschwindigkeitsstrecke HS1 komplett auf französischer Technik basiert. Das System besteht aus streckenseitigen Balisen mit Signalcodiergeräten und rechnergesteuertem Fahrzeuggerät. Es handelt sich um ein Überlagerungssystem, bei dem das Signal von herkömmlichen Signalanlagen überlagert wird. Das System ist vom schwedischen ATC-Zugbeeinflussungssystem abgeleitet.

## Umsetzung
Die Datenübertragung erfolgt zwischen passiven, streckenseitigen Balisen (zwei bis neun Stück pro Signal) und einer unter dem Fahrzeug montierten Antenne, die bei der Vorbeifahrt gleichzeitig die Balise mit Strom versorgt. KVB kann durch eine kontinuierliche Übertragung ergänzt werden, um eine Infill-Funktionalität (ähnlich wie bei Euroloop) zu erreichen.
KVB überwacht:
- Streckengeschwindigkeit, einschließlich permanenter und vorübergehender Langsamfahrstellen
- Haltepunkt
- Dynamisches Bremsprofil

Wenn KVB entdeckt, dass überwachte Werte überschritten wurden, dann wird der Triebfahrzeugführer gewarnt. Reagiert dieser auf die Warnung nicht, dann erfolgt eine Zwangsbremsung des Zuges. 
KVB steuert außerdem das Rangieren, die Übergänge zu anderen Systemen (Transmission Voie-Machine), übernimmt die Umschaltung von Funkkanälen, die Öffnung des Hauptschalters, das Absenken der Stromabnehmer, die Seitenwahl für das Öffnen der Türen, die Auswahl der Höhe der Stufen, das Kommando für Luftdichtigkeit in Tunneln oder in Gebieten mit Chemikalienrisiko. 
Bezüglich ETCS wird KVB als nationales Klasse-B-System (Class-B-System) geführt. 